# Маргарета фон Пфалц-Мозбах
Маргарета фон Пфалц-Мозбах (на немски: Margarethe von Pfalz Mosbach; * 2 март 1432; † 14 септември 1457) е пфалцграфиня от род Вителсбахи от Пфалц-Мозбах и чрез женитба графиня на Ханау.

## Произход и брак
Дъщеря е на пфалцграф Ото I от Пфалц-Мозбах (1390 – 1461) и съпругата му Йохана Баварска (1413 – 1444), дъщеря на херцог Хайнрих XVI Богатия от Бавария-Ландсхут и Маргарете Австрийска. Нейният баща е най-малкият син на курфюрста и римско-немския крал Рупрехт III (1352 – 1410).
Маргарета се омъжва на 11 юли 1446 г. за граф Райнхард III фон Ханау (1412 – 1452), който последва баща си през 1451 г. в управлението на графството Ханау.

## Деца
Маргарета и Райнхард имат две деца:
- Филип I Млади (1449 – 1500), граф на Ханау-Мюнценберг (1452 – 1500).
- Маргарета (1452 – 1467), сгодена 1459 г. за Филип фон Епщайн-Кьонигщайн, умира преди женитбата.